# Paisatge hivernal amb esbarjo sobre el gel
Paisatge hivernal amb esbarjo sobre el gel és una obra del pintor neerlandès Hendrick Avercamp realitzat cap a 1609. Es tracta d'un un panel de fusta de roure amb pintura a l'oli que mesura 77,5 cm d'alçada i 132 cm d'amplada. Es conserva en el Rijksmuseum de Amsterdam (Països Baixos).

## Descripció
És un quadre pertanyent al tema artístic de gènere del paisatge, que es va independitzar com a gènere autònom en el segle xvii precisament als Països Baixos. Avercamp va pintar molts quadres de paisatges nevats. L'horitzó està força alt, el que permet un ampli cap de visió en què s'aprecien diversos grups de persones realitzant activitats diverses, com patinar o jugar sobre el gel.
Observant els diferents detalls del quadre pot veure's com n'hi ha un excusat penjat en el que algú es troba orinant o una trampa d'ocell, en tot punt semblants als que apareixen, per exemple, a Els proverbis flamencs de Pieter Brueghel el Vell. La signatura d'Avercamp apareix a un rafal cobert.